# August-Exter-Straße 10

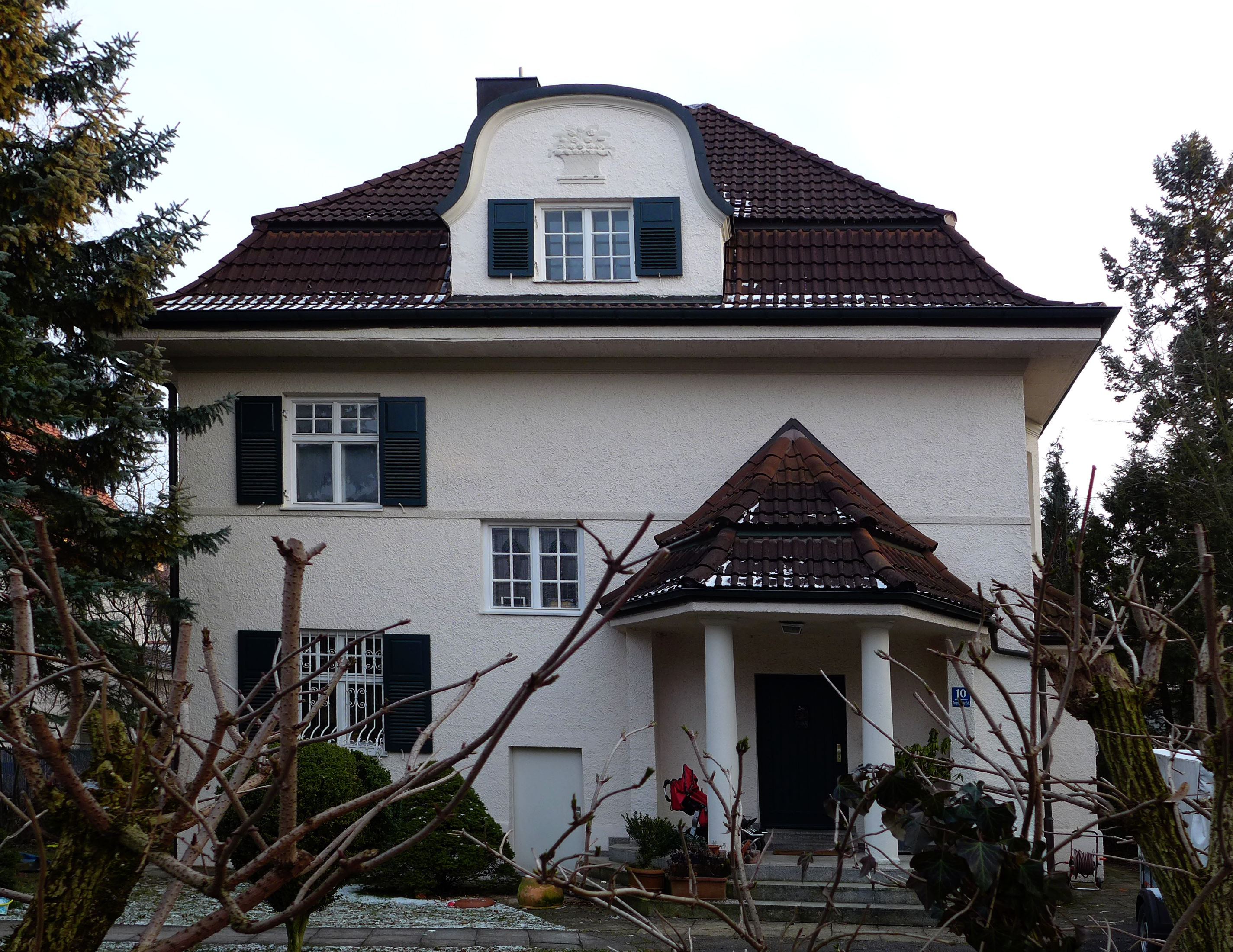
Haus August-Exter-Straße 10 im Stadtteil Pasing von München

Das Gebäude August-Exter-Straße 10 im Stadtteil Pasing der bayerischen Landeshauptstadt München wurde 1912 errichtet. Die Villa in der August-Exter-Straße, die zur Villenkolonie Pasing I gehört, ist ein geschütztes Baudenkmal.
Das barockisierende Haus wurde nach Plänen des Architekten Georg Völkl erbaut. Der kubische Mansarddachbau ist mit Erkern und einem kleinen Eingangsvorbau versehen.